# Larisa Viktorova
Larisa Viktorovna Viktorova (Leningrado, 5 settembre 1943) è una nuotatrice sovietica, dal 1991 russa.

## Carriera
Specializzata nel dorso, ha partecipato ai Giochi di Roma 1960, gareggiando nei 100m dorso e nella Staffetta 4x100m mista.
Ai Campionati europei del 1958, ha vinto 1 argento ed 1 bronzo, rispettivamente nella Staffetta mista 4x100m e nei 100m dorso.